# Ōgawara, Miyagi
Ōgawara (大河原町 Ōgawara-machi) là thị trấn thuộc huyện Shibata, tỉnh Miyagi, Nhật Bản. Tính đến ngày 1 tháng 10 năm 2020, dân số ước tính thị trấn là 23.571 người và mật độ dân số là 940 người/km2. Tổng diện tích thị trấn là 24,99 km2.

## Địa lý

### Đô thị lân cận
- Miyagi
  - Kakuda
  - Shiroishi
  - Shibata
  - Murata
  - Zaō